# Валарса
Вала̀рса (на италиански: Vallarsa, на местен диалект: Brandtal, Брандтал) е община в Северна Италия, автономна провинция Тренто, автономен регион Трентино-Южен Тирол. Административен център е село Раоси (Raossi), което е разположено на 724 m надморска височина. Населението на общината е 1377 души (към 2018 г.).